# Zsigovits Béla
Zsigovits Béla (Nagycsákány, 1888. december 4. – Budapest, 1955. július 23.) lelkész, iskolaigazgató.

## Tanulmányai, munkássága
Az esztergomi katolikus főgimnáziumban végzett 1907-ben. A teológiát 1907–1911 között végezte Budapesten, 1911-ben szentelték pappá. 1912-ben Zselizen káplár, majd 1913-ban Budapesten a Szent Imre Kollégium prefektusa. 1915-ben a IX., 1918-ban pedig a VII. kerületi gimnázium hittanára. 1923 őszén a Dorogi bányalelkészség lelkésze. Káplánként a dorogi bányalelkészség építése idején tetemes összeggel támogatta az építkezést. Szerkesztette a Dorogi Értesítő című lapot. 1927-től Nagyoroszi plébánosa. 1934-től az érsekvadkerti kerület helyettes esperese. 1936-ban újra hittanár Budapesten, a XIV. kerületi Állami Erzsébet Nőiskola tanára 1947-ben is. Közben 1937-ben az Unio Cleri pro missionibus egyházmegyei igazgatója,1939-től 1941-ig az Állami Erzsébet Nőiskola igazgatója. 1947-ben a Hitterjesztés Műve országos és egyházmegyei igazgatója.
Írásai a Katolikus Szemlében, Magyar Kultúra (1936), Zászlónk című lapokban jelentek meg. Körmenden, 1955. július 23-án rokonlátogatás közben érte a halál 66 évesen, Budapesten helyezték örök nyugalomraa.

## Munkái
- A papi nőtlenség (coelibatus) története Magyarországon. (Budapest, 1914)
- Szenvedések iskolája. A keresztény magyar nép vigasztalására. (Budapest, 1915)
- Örökszép természet. (Budapest, 1916)
- Az élet sója. (Budapest, 1918)
- Ami a világon ritkaság. (Budapest, 1921)
- Vidám órák. (Budapest, 1921)
- Családi fészek.(Budapest, 1922)
- Emberi vágyak. (Budapest, 1922)
- Akarsz tényleg keresztény lenni? A keresztény katolikus vallás fő hitigazságainak, alapvető tanainak és legfontosabb vallási gyakorlatainak ismertetése. (Dorog, 1927)
- Japán keresztény szemmel (Budapest, 1937)
- Utazzál velem a Föld körül. (Budapest, 1940)
- Vigasztaló írás a szenvedőknek (Budapest, 1944)